# Mapandan
Mapandan ist eine Stadtgemeinde in der philippinischen Provinz Pangasinan. In dem nur 19,9 km² großen Gebiet wohnten im Jahre 2015 37.059 Menschen, wodurch sich eine Bevölkerungsdichte von 1862 Einwohnern pro km² ergibt. Mapandan wurde 1887 gegründet und 1909 zur Gemeinde ernannt.
Mapandan ist in folgende 15 Baranggays aufgeteilt:
| - Amanoaoac - Apaya - Aserda - Baloling - Coral - Golden - Jimenez - Lambayan | - Luyan - Nilombot - Pias - Poblacion - Primicias - Santa Maria - Torres |

|  |  |

## Etymologie
Die Gemeinde war früher ein Distrikt von Mangaldan. Mapandan stammt von dem Wort „pandan“  ab – einer einheimischen Pflanze.

## Söhne und Töchter
- Rafael Cruz (* 1960), römisch-katholischer Geistlicher, Bischof von Baguio